# Dekanat osipowicki
Dekanat osipowicki – jeden z pięciu dekanatów wchodzących w skład eparchii bobrujskiej i bychowskiej Egzarchatu Białoruskiego Patriarchatu Moskiewskiego.

## Parafie w dekanacie
- Parafia św. Wielkomęczennika Pantelejmona w Daraganowie
  - Cerkiew św. Wielkomęczennika Pantelejmona w Daraganowie
- Parafia Narodzenia Pańskiego w Jelizowie
  - Cerkiew Narodzenia Pańskiego w Jelizowie
- Parafia Ikony Matki Bożej ,,Życiodajne Źródło" w Kochonówce
  - Cerkiew Ikony Matki Bożej ,,Życiodajne Źródło" w Kochonówce
- Parafia Narodzenia Najświętszej Maryi Panny w Krasnem
  - Cerkiew Narodzenia Najświętszej Maryi Panny w Krasnem
- Parafia św. Michała Archanioła w Krzemku
  - Cerkiew św. Michała Archanioła w Krzemku
- Parafia Żyrowickiej Ikony Matki Bożej w Lipniu
  - Cerkiew Żyrowickiej Ikony Matki Bożej w Lipniu
- Parafia św. Piotra i św. Pawła w Łapiczach
  - Cerkiew św. Piotra i św. Pawła w Łapiczach
- Parafia Ikony Matki Bożej ,,Wszystkich Strapionych Radość" w Osipowiczach
  - Cerkiew Ikony Matki Bożej ,,Wszystkich Strapionych Radość" w Osipowiczach
- Parafia Podwyższenia Krzyża Pańskiego w Osipowiczach
  - Cerkiew Podwyższenia Krzyża Pańskiego w Osipowiczach
- Parafia Wprowadzenia Najświętszej Maryi Panny do świątyni w Osipowiczach
  - Cerkiew Wprowadzenia Najświętszej Maryi Panny do świątyni w Osipowiczach
- Parafia św. Mikołaja Cudotwórcy w Świsłoczy
  - Cerkiew św. Mikołaja Cudotwórcy w Świsłoczy

## Galeria

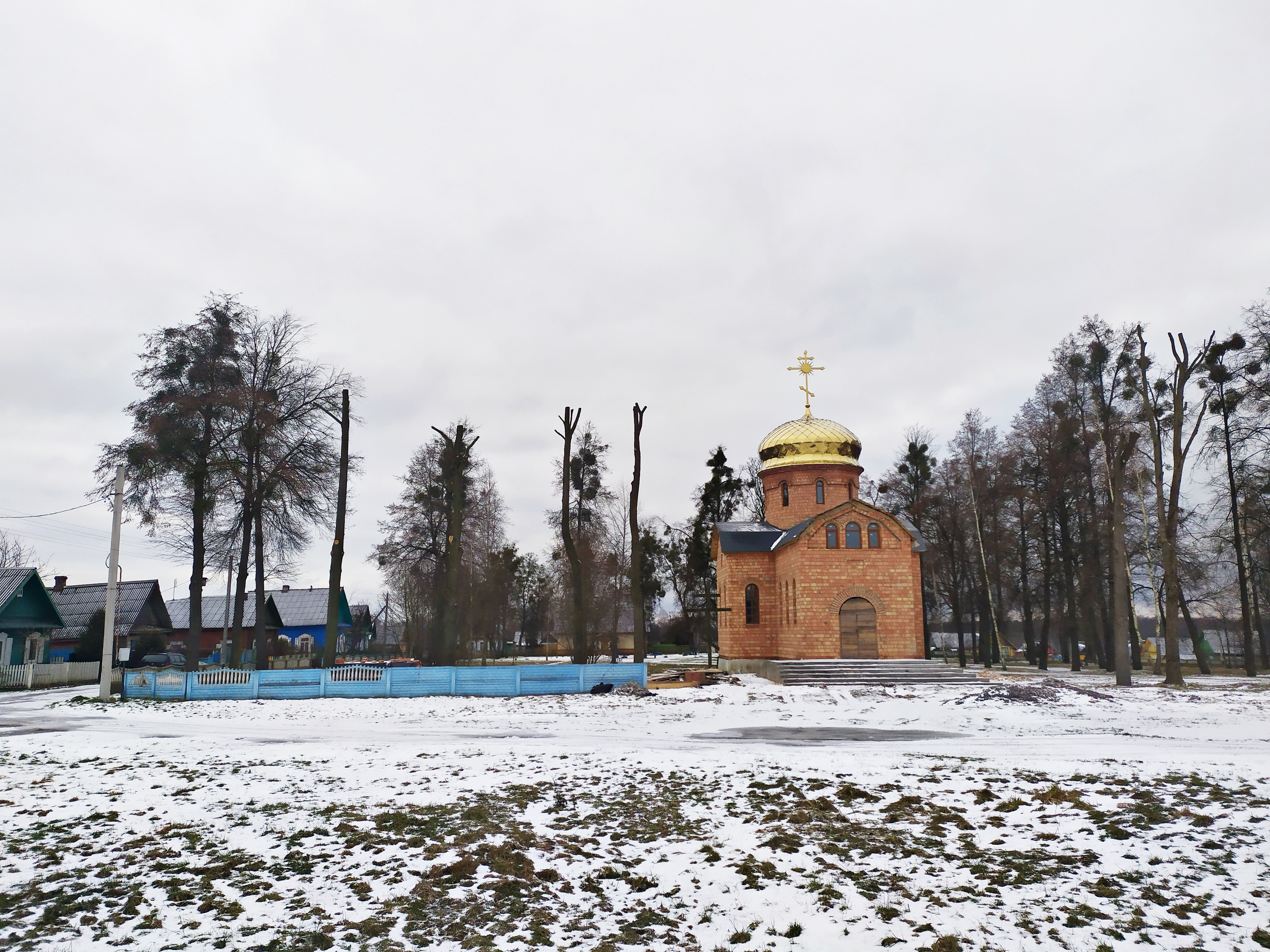
Cerkiew Żyrowickiej Ikony Matki Bożej w Lipniu
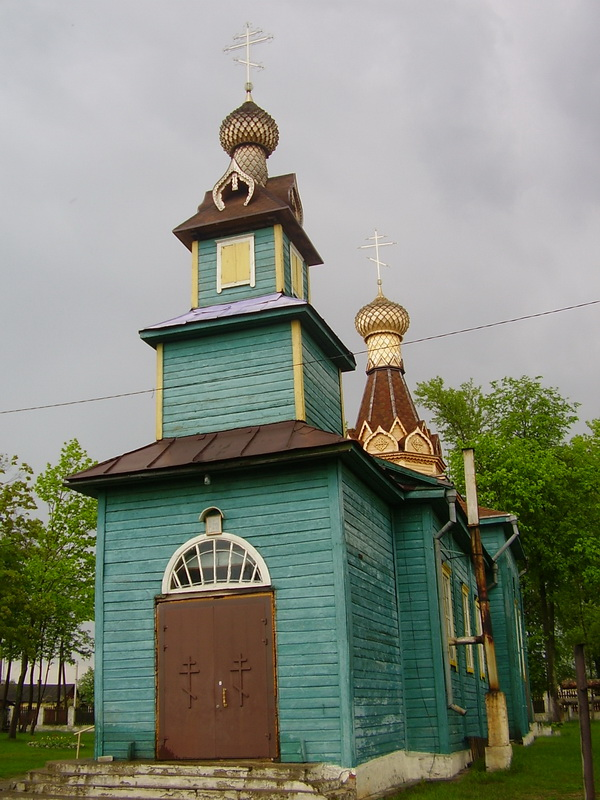
Cerkiew Podwyższenia Krzyża Pańskiego w Osipowiczach
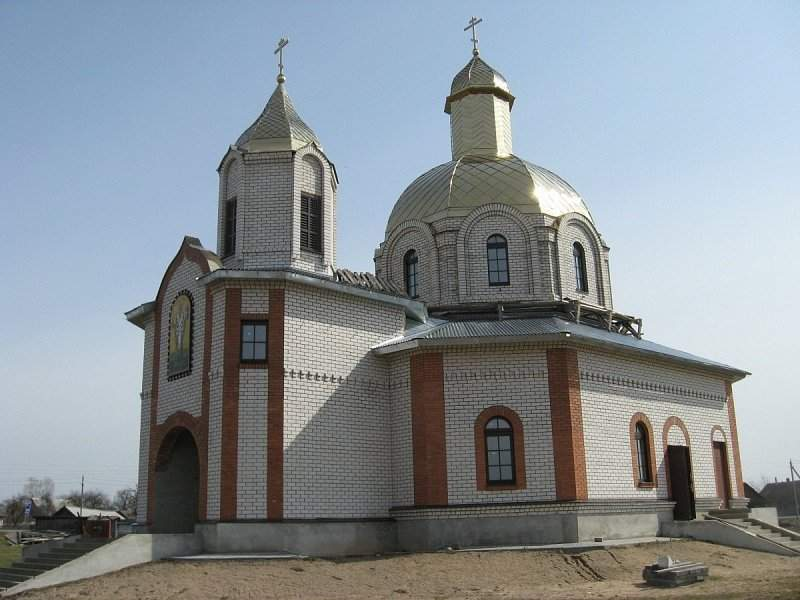
Cerkiew św. Mikołaja Cudotwórcy w Świsłoczy